# 池村咲良
池村 咲良（いけむら さくら、2012年2月20日 - ）は、日本の子役、女優である。ハリウッドラテ所属。
同事務所所属の池村碧彩は妹。身長156cm、靴のサイズ25cm。

## 略歴
2017年頃から子役として活動。
2018年に2020年東京オリンピック公式ホームページでマスコット特集ページのモデルに起用された。
同2018年に小学生向けのファッション雑誌「ニコ☆プチ」のキッズモデルに起用された。

## 出演

### 映画
- 鬼が笑う（2022年6月17日公開） - 大友みゆ 役

### テレビドラマ
- 連続テレビ小説 おかえりモネ（2021年、NHK） - 永浦百音（幼少期）役
- 世にも奇妙な物語’22 夏の特別編「電話をしてるふり」（2022年6月18日、フジテレビ） - 川崎望（幼少期）役
- 大河ドラマ どうする家康（2023年、NHK） - 久松家長女 役

### インターネットドラマ
- 僕の愛しい妖怪ガールフレンド（2024年3月22日、Amazon Prime Video） - 伊祟那忌鬼姫（幼少期）役

### バラエティ
- 天才てれびくんシリーズ（NHK Eテレ） - てれび戦士
  - 天才てれびくん（2023年4月3日 - ）
- みんな集まれ!こどもうたまつり（2023年11月3日）
- スゴEフェス（2024年11月4日）

### 雑誌
- 新潮社「ニコ☆プチ」ニコ☆プチKIDS（2019年2月号 - ）

### CM
- 明治ブルガリアヨーグルト 「乳素材だけ/無添加新登場」篇 「隠れワザ」篇
- TOKAIガス 「みんなのエネルギー(LPガス)」篇 「みんなのエネルギー(都市ガス)」篇
- ユニクロ at HOME 2020Fall/Winter
- アース製薬 アースノーマット「窓を開ければ」篇
- JR東海 N700S 「娘をちょっと成長させる秘境」篇
- はごろもフーズ シーチキン「シーチキンSmile　この顔で覚えてね」編